# Elecciones generales de Surinam de 2005
Las Elecciones Parlamentarias de Surinam se llevaron a cabo el 25 de mayo de 2005. El partido gobernante Nuevo Frente para la Democracia y Desarrollo postuló a Ronald Venetiaan para la reelección presidencial, cargo que ostentaba desde 2000 y en un período anterior 1991-1996. Su campaña estuvo basada principalmente por el alegato del visible crecimiento económico que vivía el país desde el estancamiento que venía sufriendo a partir de 1998.
Por otra parte el opositor Partido Nacional Democrático del exdictador Desi Bouterse postuló a Rabin Parmessar, exministro de Salud de Venetiaan.
El resultado electoral arrojó una ventaja significativa para el NF quién consiguió el 41.3% sin embargo sufrió una reducción importante de sus escaños a 23 que le impediría elegir a Venetiaan sin una coalición. El PND logró sumar el 23.1% y colocarse segundo con 15 escaños. La alianza del expresidente Jules Wijdenbosch (APP) se ubicó tercero con 14.5% y 5 escaños. Las otras fuerzas independientes se repartieron los 8 escaños restantes.
Este resultado permitió una coalición del NF con A-Combinación y A1 recibiendo 31 escaños, no suficiente para ser una mayoría de 2/3. La elección tuvo que ser llevada a la Asamblea del Pueblo (método electoral en el que los diputados distritales eligen por mayoría simple al presidente). La mala imagen que Parmessar daba a los asambleístas, ya que se le encontró que poseía doble nacionalidad Holandesa (algo que no está permitido en la constitución de Surinam) motivó a la reelección de Venetiaan en julio de 2005.
La participación fue del 65.1%

## Resultados
| Coalición      | Coalición                                         | Votos   | Porcentaje | Diputados |
| -------------- | ------------------------------------------------- | ------- | ---------- | --------- |
|                | Nuevo Frente para la Democracia y Desarrollo      | 80 665  | 41,2       | 23        |
|                | Partido Nacional Democrático                      | 45 117  | 23,1       | 15        |
|                | Alianza Popular para el Progreso                  | 28 320  | 14,5       | 5         |
|                | A-Combinación                                     | 14 258  | 7,3        | 5         |
|                | A1                                                | 12109   | 6,2        | 3         |
|                | Partido Por la Democracia, Desarrollo y Unidad    | 9570    | 4,9        |           |
|                | Unión de Trabajadores Progresistas y Agricultores | 1953    | 1          |           |
| Total de votos | Total de votos                                    | 195 316 | 100        | 51        |

| Predecesor: Elecciones generales de 2000 | Elecciones generales de Surinam 2005 | Sucesor: Elecciones generales de 2010 |

- Datos: Q971304